# Berliner Aquarium Unter den Linden
Das Berliner Aquarium Unter den Linden bestand auf dem Grundstück Unter den Linden Nr. 68 zwischen 1869 und 1910. Als eine große Attraktion im Zentrum Berlins war es zeitweilig eine ernstzunehmende Konkurrenz für den Zoologischen Garten Berlin, auch weil der tatsächliche Tierbestand wesentlich umfangreicher war als der eines reinen Aquariums. Neben den Meerestieren bestand dieser aus vielen weiteren Tieren bis hin zu Gorillas, gezeigt in attraktiven Volieren, Glaskästen und Käfigen.

## Vorgeschichte

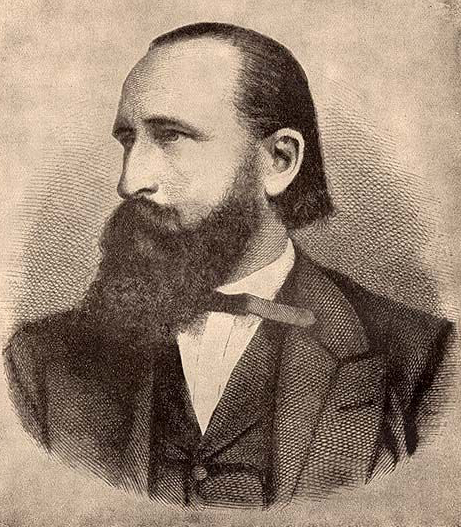
Der Zoologe Alfred Brehm

Zu den Berliner Freizeitvergnügungen gehörten im 19. Jahrhundert Ausflüge zu Fischteichen vor den Stadttoren. Im Schlossteich des Schlosses Charlottenburg schwammen Karpfen, die angeblich auf Klingelzeichen zur Fütterung kamen. Die Goldfische im Großen Tiergarten, besonders zahlreich im einstigen „Venus-Bassin“ unweit des Brandenburger Tores, brachte man im Winter in geschlossene Wasserbecken, nachdem sie 1849 bei eisiger Kälte im flachen Wasser ausnahmslos erfroren waren. Überschüssige Goldfische wurden an Privatleute verkauft. Die Käufer hielten ihre Fische in Kleinaquarien oder als Zimmerschmuck in den seinerzeit verbreiteten kugelförmigen Goldfischgläsern. In der Markgrafenstraße gab es ein Fachgeschäft für derartige Interessen.
In den 1860er Jahren entstand im Berliner Bürgertum die Vorstellung, die schnell wachsende preußische Hauptstadt sollte außer dem Zoologischen Garten, der 1844 eröffnet worden war, auch ein angemessen großes Aquarium haben. Der Zoologe Alfred Brehm beteiligte sich intensiv an den Vorbereitungen. Er war von 1863 bis 1866 Direktor des Zoologischen Gartens in Hamburg gewesen, hatte diese Tätigkeit nach Meinungsverschiedenheiten beendet und suchte in Berlin einen neuen Wirkungskreis. In schwierigen Verhandlungen mit Behörden und Geldgebern schuf er die Voraussetzungen für das neue Aquarium am Standort Unter den Linden Ecke Schadowstraße und wurde dessen erster Direktor.

## Das Gebäude
Die Finanzierung gelang durch ein Kapital von 300.000 Talern, erzielt mittels Verkauf von 1500 Aktien à 200 Taler von der 1867 durch die beiden Gesellschafter Alfred Brehm und dem Königlichen Baumeister F. Stückradt gegründeten Berliner Aquarium Commandit-Gesellschaft auf Actien. Zum Bau gewann die Gesellschaft als Architekten Wilhelm Lüer, der zuvor die Gebäude des Hannoverschen Zoos einschließlich des dortigen Aquariums gestaltet hatte.
Die äußeren Bedingungen waren ungünstig; auf der winkligen Restfläche hinter einem Eckhaus entstand ein zweigeschossiges Gebäude, erreichbar durch einen schmalen Eingang von der Schadowstraße her. Im Inneren führte ein 300 Meter langer Weg die Besucher an indirekt beleuchteten Nischen und Grotten vorbei, zu deren Ausgestaltung Basalt, Granit und anderes Gestein aus verschiedenen deutschen Gebirgen herangeschafft worden war. Im unteren Stockwerk waren die Wassertiere zu sehen, oben sonstige Tierarten. Die „Geologische Grotte“ erstreckte sich über beide Stockwerke und zeigte einen Querschnitt der Erdkruste mit deren verschiedenen Schichten. Ein kleines Restaurant ergänzte die Anlage.

### Einzelne Abteilungen (Auswahl)
|                                | Siehe Abb. links (von links nach rechts) Obere Reihe:             | - Schlangengrotte - Krokodilgrotte - Geologische Grotte - Vogelhaus - Schildkrötengrotte - Süßwassergalerie |
| Mitte (von links nach rechts): | - Treppenhalle - Zentrale Voliere - Felsentor zur Ausgangsgalerie | |
| Unten (von links nach rechts): | - Bibergrotte - Meeresaquarium - Basaltgruppe zur Ausgangsgalerie | |

## Erfolg und Niedergang

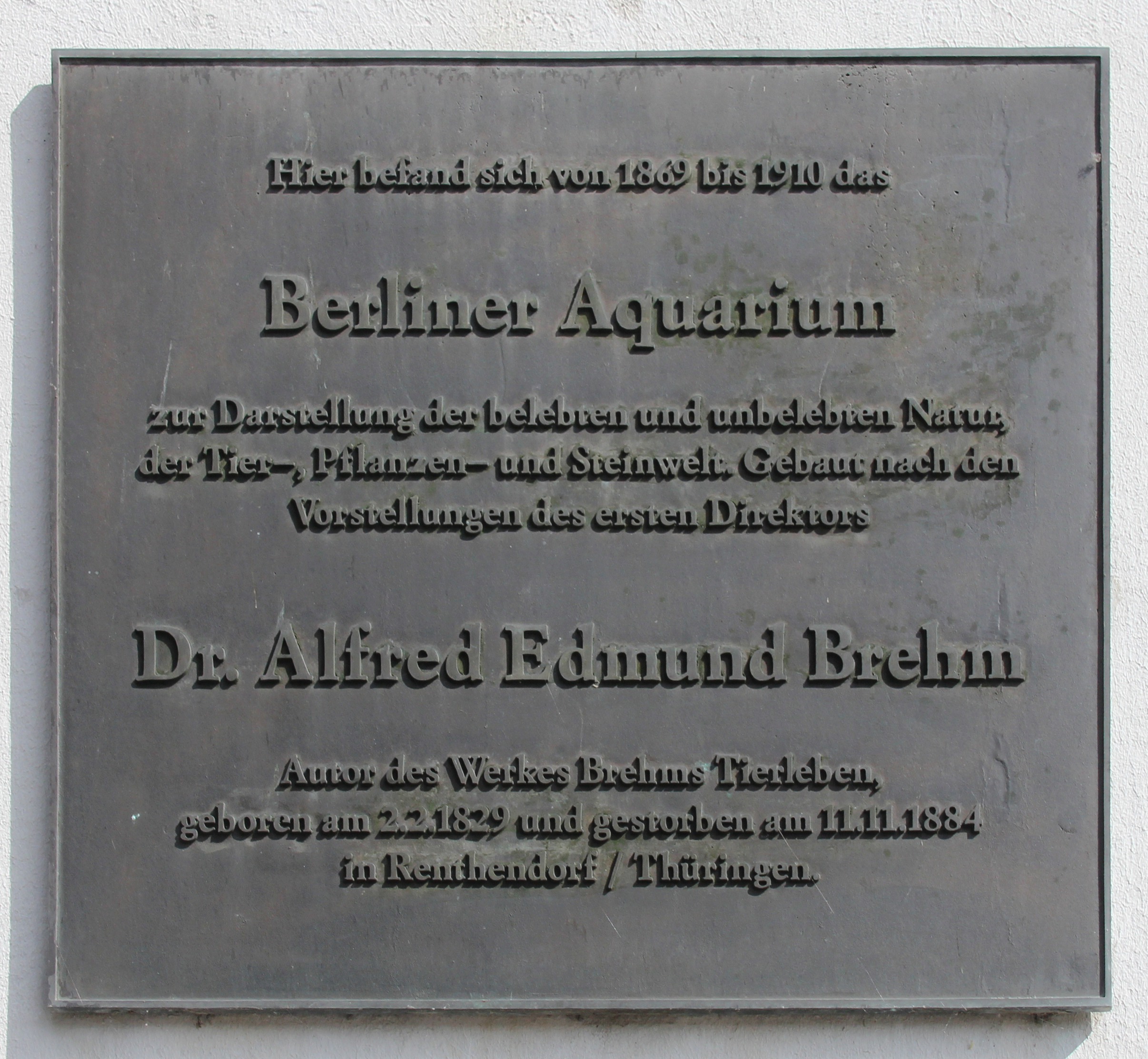
Gedenktafel am Haus Unter den Linden 62 in Berlin-Mitte

Der erwähnte, 1844 in einer Berliner Vorstadt eröffnete Zoologische Garten war anfänglich ohne nennenswerte Resonanz geblieben. Dessen Standort in Charlottenburg, das erst 1920 eingemeindet wurde, lag damals noch weit außerhalb der Stadtgrenze Berlins. Zudem geriet die Anlage in den 1860er Jahren in die Kritik, da der nach Entwürfen Peter Joseph Lennés errichtete Zoo nicht mehr dem Zeitgeschmack entsprach.
Der Bau des in Berlin zentral gelegenen, von Alfred Brehm initiierten Aquariums rief dagegen großes Interesse hervor. Kronprinz Friedrich Wilhelm (der spätere Kaiser Friedrich III.) besichtigte schon die Baustelle.
Zur Eröffnung am 11. Mai 1869 erschien König Wilhelm I. mit großem Gefolge. Allerdings war es bis zu diesem Zeitpunkt trotz vieler Versuche nicht gelungen, für die Seefische des Aquariums klares, durchsichtiges Meerwasser künstlich herzustellen; erst im Herbst 1869 stand es in ungetrübter Qualität zur Verfügung. Das Aquarium wurde ein voller Erfolg. Neben der günstigen Lage trug intensive Werbung dazu bei, Brehm sorgte für immer neue, interessante Zeitungsnotizen über sein Unternehmen. Ausgestellt wurden nicht nur Schlangen, Echsen und Fische, sondern auch Biber und Seehunde, Papageien und andere Tierarten. Bei der Eröffnung hatte Brehm erklärt, man wolle trotz mancher Kritik an der Bezeichnung „Aquarium“ festhalten, obwohl man durchaus von einem „Vivarium“ oder einem „Tiergarten unter Dach und Fach“ sprechen könne.
Alfred Brehm leitete das Unternehmen bis 1873. Sein Nachfolger wurde der ehemalige Apotheker Otto Hermes, der im Eröffnungsjahr das Meerwasser-Problem gelöst hatte und seit 1871 an der Leitung des Hauses beteiligt war. Auch er bemühte sich, das öffentliche Interesse wachzuhalten. Ein Höhepunkt war 1876/1877 die Präsentation des jungen Gorillas M’Pungu, des ersten lebenden Exemplars seiner Art in Deutschland. Die Besucherzahlen stiegen vorübergehend sprunghaft an, das Tier wurde für kurze Zeit mit großem Zuspruch auch in London gezeigt. Im Jahr nach seiner Ankunft starb M’Pungu an einer Magen-Darm-Infektion. Neben weiteren Gorillas wurden in den folgenden Jahren Schimpansen, Orang-Utans und Gibbons ausgestellt, mit unterschiedlichen Überlebenszeiten zwischen wenigen Wochen und drei Jahren. In Meyers Lexikon hieß es 1905:

„Eins der bedeutendsten Aquarien […] Es bedeckt einen Flächenraum von 1334 qm und enthält gegen 500 cbm Wasser, beherbergt in seinen oberen Räumen aber auch Schlangen, Vögel und Affen, besonders anthropomorphe (1876 den ersten lebenden Gorilla). Zur Verwendung gelangt künstliches Seewasser.“

Inzwischen hatte der Zoologische Garten stark an Anziehungskraft gewonnen und war über verbesserte Verkehrswege leichter erreichbar. Unter Heinrich Bodinus, Direktor seit 1869, entstanden neue Tierhäuser in exotischem Stil, dazu einige Pavillons und Restaurants. Direktor Ludwig Heck ließ seit 1888 den Tierbestand nochmals erheblich vergrößern. 1892 wurde außerdem eine Forschungs- und Aufzuchtaußenstelle im istrischen Rovigno gegründet. Trotz weiter bestehender Konkurrenzsituation war das Verhältnis zwischen Aquarium und Zoo allerdings entspannt. Otto Hermes überließ dem Zoo einige Säugetiere, Ludwig Heck wiederum verkaufte Reptilien und Amphibien an das Aquarium. Aber im Vergleich zur Entwicklung des weitläufigen Zoos mit seinen attraktiven Bauten und öffentlichen Konzerten erwies sich das Konzept der engen, halbdunklen Grotten im unveränderbar begrenzten Raum des Aquariums allmählich als überholt und unwirtschaftlich. 1907 musste Otto Hermes mitteilen, dass sein Aquarium höchstens noch zwei bis drei Jahre lang existieren werde. Am 30. September 1910 musste das Aquarium Unter den Linden für immer schließen, der Tierbestand ging zum größten Teil an Aquarien in Leipzig und Frankfurt am Main.

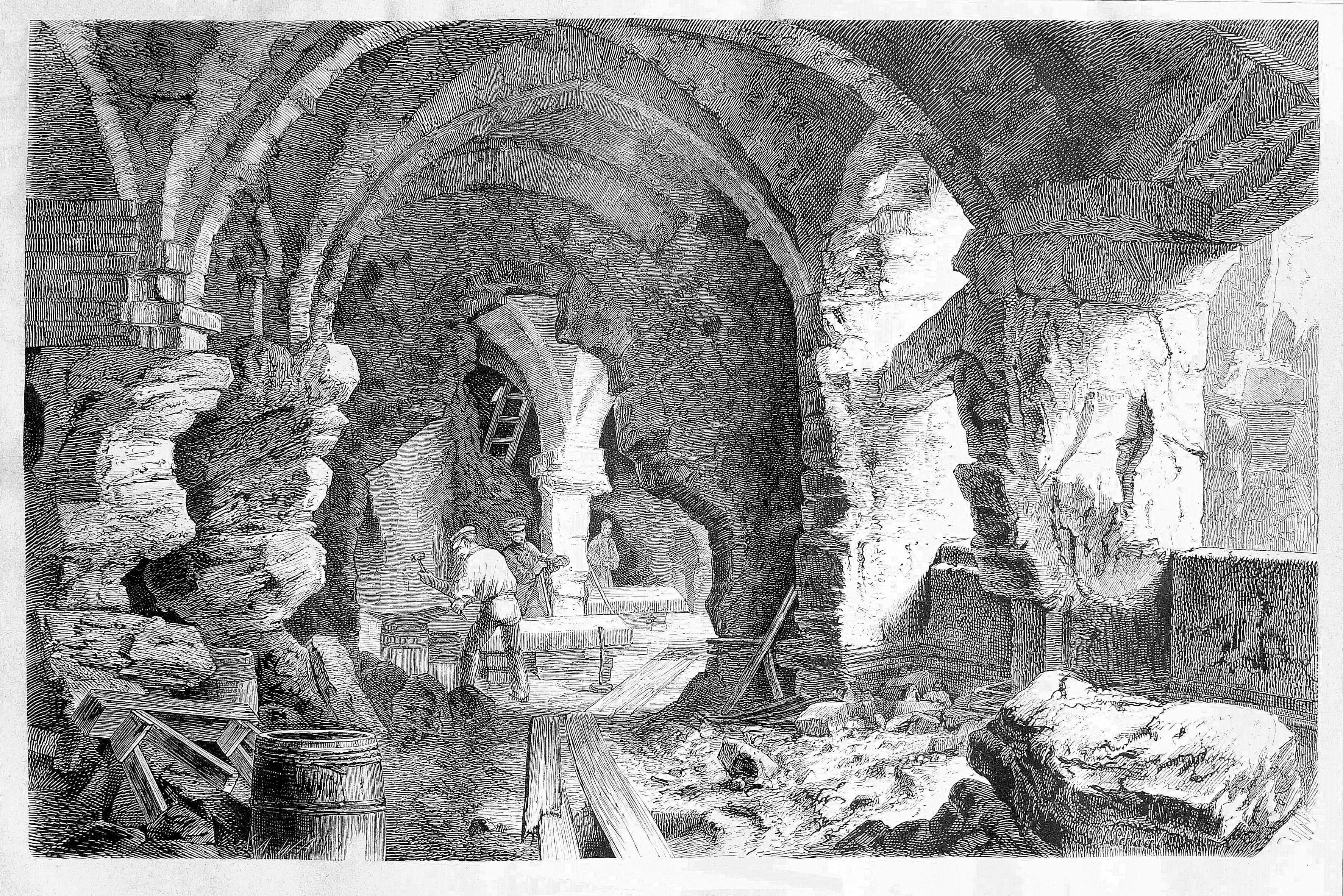
Bei den See-Becken des Berliner Aquariums
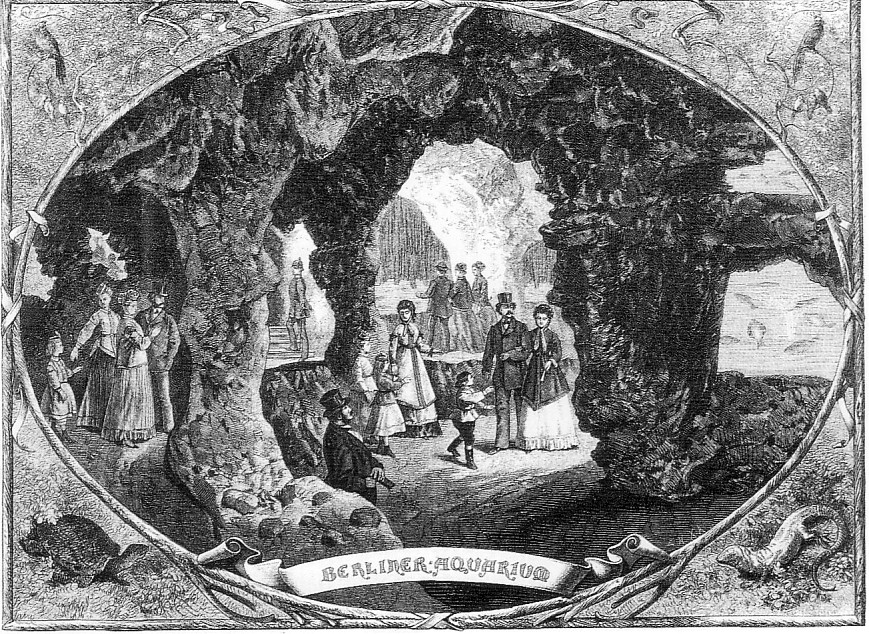
Eine der Grotten im Aquarium
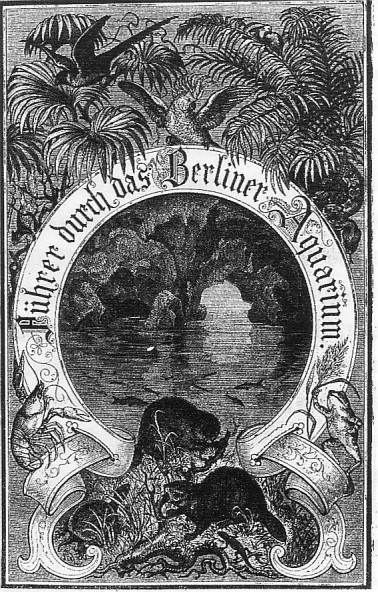
Führer durch das Aquarium, Titelblatt
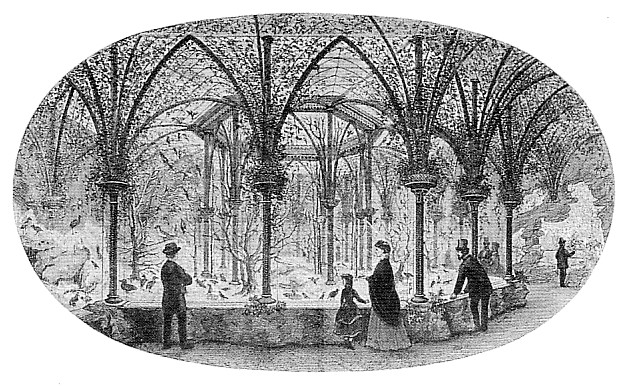
Die Voliere im Aquarium
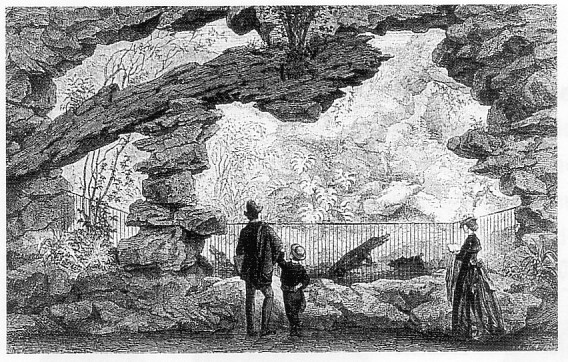
Krokodil-Grotte im Aquarium
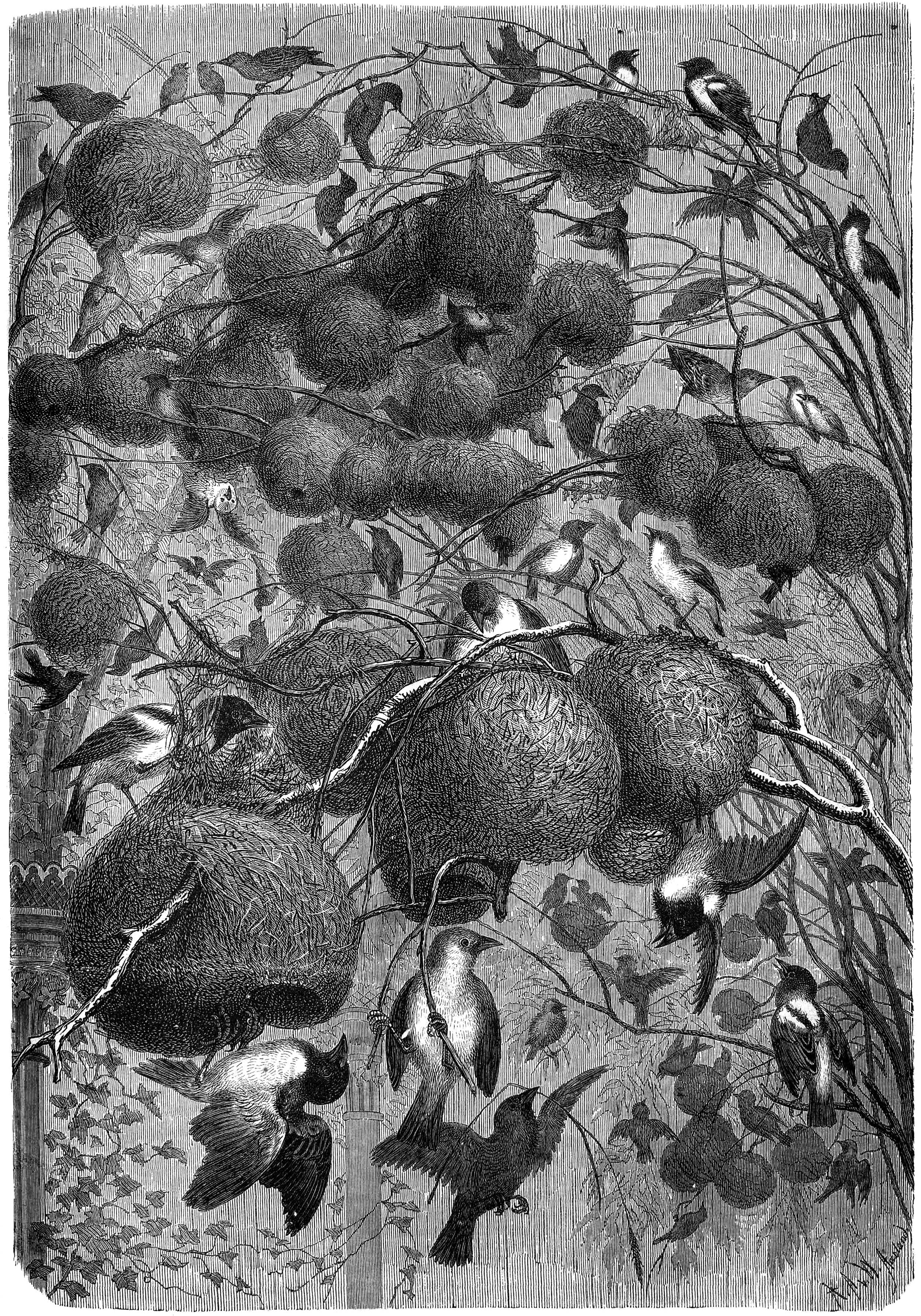
Die Webervögel im Berliner Aquarium
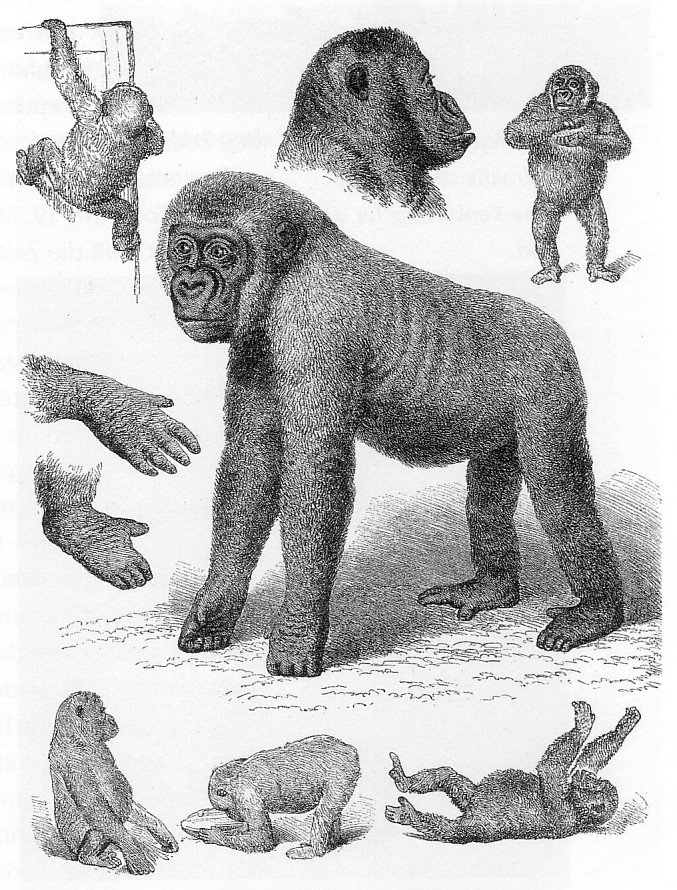
Der Gorilla M’Pungu
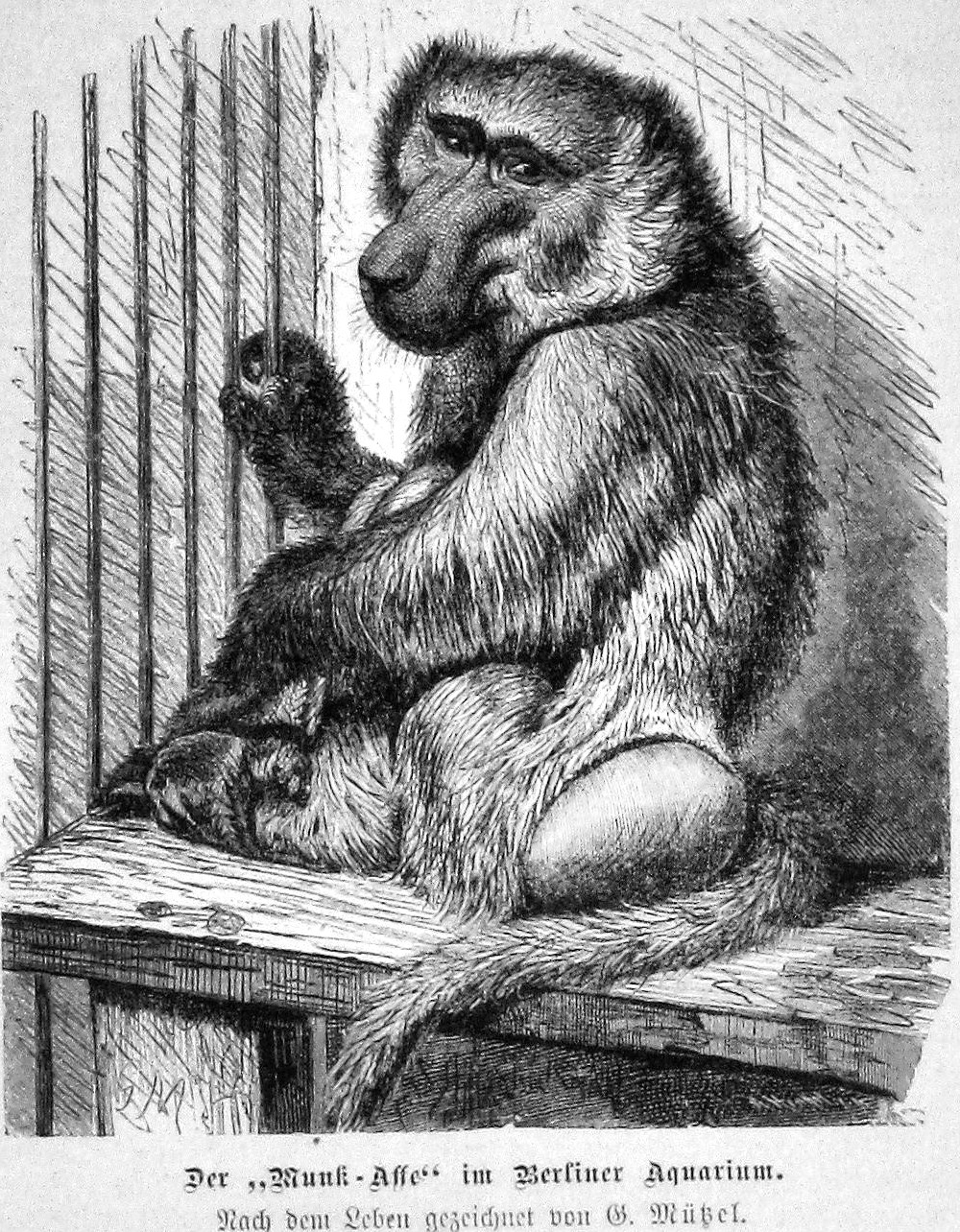
Der „Munk-Affe“ im Berliner Aquarium
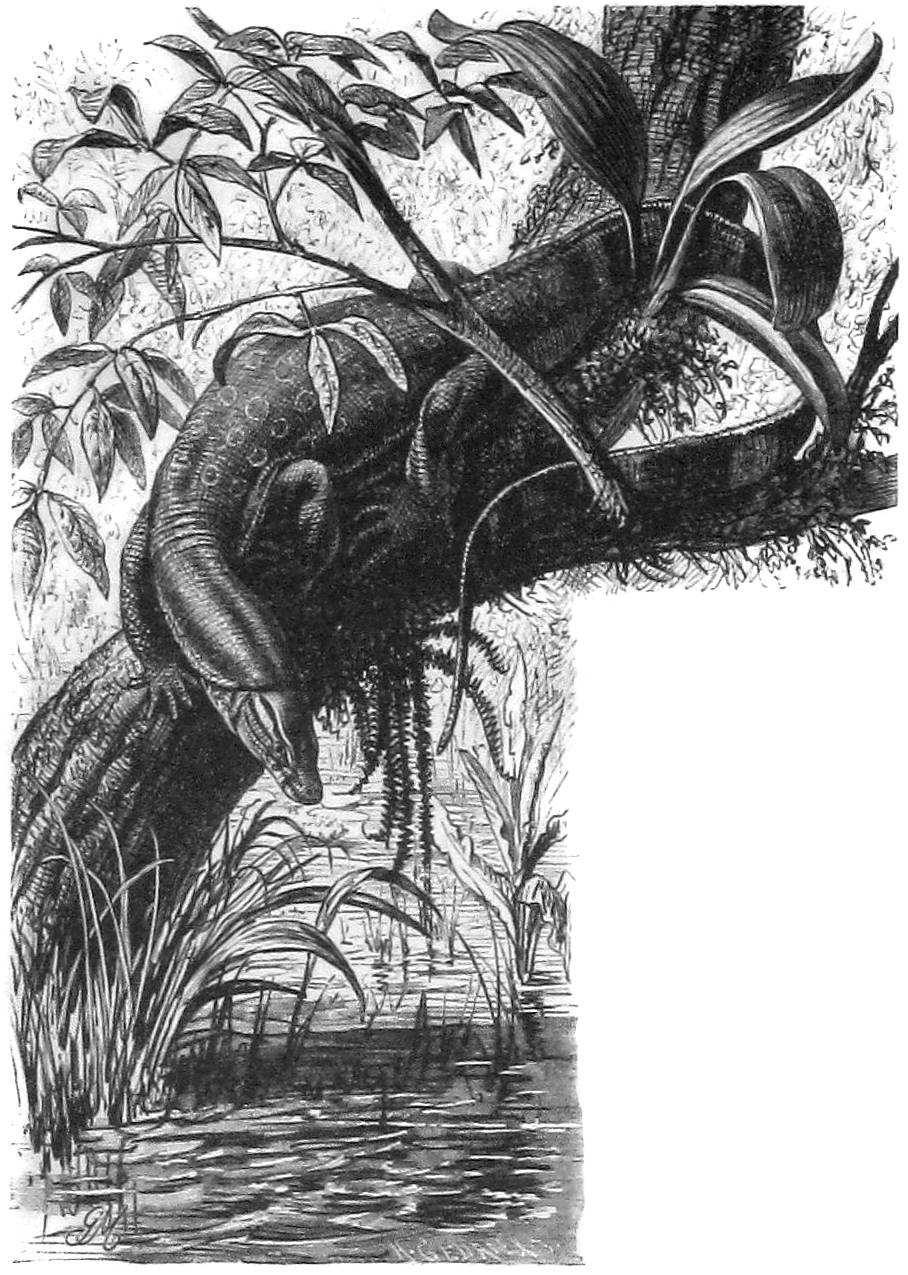
Wasserwarneidechse
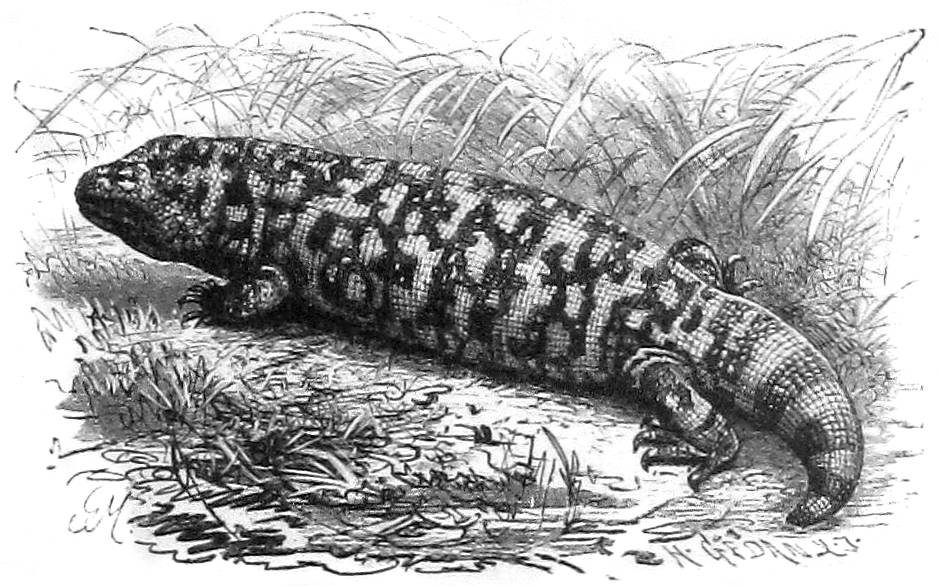
Krustenechse

## Neuer Standort
Noch vor der Schließung begannen längere Verhandlungen über einen neuen Standort. Diese verliefen alle ergebnislos, einschließlich der mit dem Zoologischen Garten über eine gemeinsame Neugründung. Otto Hermes starb vor Abschluss dieser Überlegungen am 19. März 1910. Sein Tod führte zum endgültigen Aus. Im Rahmen von Bodenspekulationen erwarb eine Bankgesellschaft die Aktienmehrheit des Aquarium-Unternehmens und riss das Gebäude ab, um auf dem sehr wertvoll gewordenen Baugrund ein neues Bürogebäude errichten zu lassen. Bis in die 1930er Jahre hatte dort die Garantie- und Kreditbank für den Osten ihren Sitz.
Im Jahr 1911 ließ die Leitung des Zoologischen Gartens mit einer erheblichen Kapitalaufstockung durch den 1869 gegründeten Actien-Verein des Zoologischen Gartens an der heutigen Budapester Straße – damals noch ein Teil des Kurfürstendamms – ein eigenes, neu konzipiertes Aquarium errichten, das 1913 fertiggestellt war. Für das nach der Insel Helgoland benannte Becken fanden Basaltsäulen aus dem inzwischen abgerissenen Aquariumgebäude Unter den Linden Verwendung. Heute sind diese Säulen im Erweiterungsbau des Zoo-Aquariums zu sehen.